# Ángel Montes de Oca
Ángel Enmanuel Montes de Oca Genao (* 18. Februar 2003 in San Juan de la Maguana) ist ein dominikanischer Fußballspieler.

## Karriere

### Verein
Derzeit ist de Oca für den Cibao FC aktiv und wurde mit diesem bislang drei Mal dominikanischer Meister, das erste Mal in der Saison 2021. Er kam auch bereits in Wettbewerben wie dem CONCACAF Caribbean Cup und der CONCACAF League zu Einsätzen.

### Nationalmannschaft
Mit der dominikanischen U17 nahm er unter anderem an der CONCACAF Meisterschaft 2019 teil. Anschließend spielte er mit der U20 bei der CONCACAF U-20-Meisterschaft 2022, in der man im Finale mit 0:6 den USA unterlag. Bei der U-20-Weltmeisterschaft 2023 schied er mit seinem Team bereits nach der Gruppenphase aus.
Mit der U22 folgte eine Teilnahme an den Zentralamerika- und Karibikspielen 2023. Für die U23 gab er Ende März 2024 sein Debüt.